# Josep Mainar i Pons
Josep Mainar i Pons (Barcelona 1899 - 1996) fou ebenista, dissenyador de mobles, historiador de l'art i folklorista.

## Biografia
L'any 1928 es va iniciar en la decoració d'interiors. Des del 1930 va col·laborar a Mirador, D'Ací d'Allà, Arts i Bells Oficis i Butlletí dels Museus. Col·laborador de Santiago Marco des del 1933, va dirigir el condicionament dels departaments de cultura i finances de la Generalitat de Catalunya. Va ésser, a més, secretari general i tècnic del Foment de les Arts Decoratives (FAD) entre els anys 1933 i 1957, i director del Saló de la Llar Moderna entre els anys 1951 i 1957.
Fou professor al FAD des de l'any 1935 fins a l'any 1947 i a l'Escola Massana des de l'any 1966 fins a l'any 1971. Va col·laborar als volums col·lectius L'art català i L'art català contemporani, i és autor del volum Llibre del moble català (1976), del Diccionari dels oficis del moble i de l'agençament (1976), i de Vuit segles de moble català (1990).
Per altra banda, és notable la seva dedicació al foment de la sardana i del ball popular; aquesta vessant folklorista el va portar a fundar i dirigir la revista La Sardana (1921-1923) i a ésser membre fundador de l'Obra del Ballet Popular (1950), que va presidir del 1958 al 1964. Va dirigir l'obra en tres volums La sardana (1970), entre d'altres.
L'any 1982 li fou concedida la Creu de Sant Jordi de la Generalitat de Catalunya.

## Fons personal
El seu fons personal es conserva a l'Arxiu Nacional de Catalunya. El fons conté la documentació generada i rebuda per Josep Mainar; destaca especialment, la documentació produïda en funció de la seva activitat professional relacionada amb el disseny de mobles, l'ebenisteria i la història de l'art (incloent-hi conferències, correspondència, fotografies, material de treball, etc.). També cal destacar tota la documentació que conserva sobre el Foment de les Arts Decoratives, l'Escola Massana, l'Escola Abedul i el Saló de la Llar Moderna relacionada tota ella amb la didàctica i les tècniques de la decoració i del moble (inclou correspondència, textos de lliçons, actes i acords, fitxes, dissenys, catàlegs, il·lustracions i material gràfic divers). Per altra banda, de la mateixa manera té un interès especial la documentació produïda en funció de les activitats culturals i folkloristes del productor del fons, vinculades al moviment sardanista i al foment de la sardana i del ball popular (l'Obra del Ballet Popular, l'Esbart Verdaguer, l'Esbart Folklore de Catalunya i altres esbarts). Aquesta documentació està constituïda per circulars, correspondència, conferències de Josep Mainar, programes, memòries, publicacions, etc. Finalment, el fons conserva documentació personal i familiar, i documentació sobre el productor del fons.